# Le grandi storie della fantascienza 12
Le grandi storie della fantascienza 12 (titolo originale Isaac Asimov Presents the Great SF Stories 12 (1950)) è un'antologia di racconti di fantascienza raccolti e commentati da Isaac Asimov e Martin H. Greenberg. Fa parte della serie Le grandi storie della fantascienza e comprende racconti pubblicati nel 1950.
È stata pubblicata nel 1984 e tradotta in italiano l'anno successivo.

## Racconti
- Non con un bang (Not With a Bang), di Damon Knight
- Lo sport dello spettatore (Spectator Sport), di John D. MacDonald
- Verranno le dolci piogge (There Will Come Soft Rains), di Ray Bradbury
- Caro diavolo (Dear Devil), di Eric Frank Russell
- I controllori vivono invano (Scanners Live in Vain), di Cordwainer Smith
- Nato di uomo e di donna (Born of Man and Woman), di Richard Matheson
- La piccola borsa nera (The Little Black Bag), di Cyril M. Kornbluth
- Il villaggio incantato (Enchanted Village), di A. E. Van Vogt
- Oddy e Id (Oddy and Id), di Alfred Bester
- Il Sacco (The Sack), di William Morrison
- Stagione morta (The Silly Season), di Cyril M. Kornbluth
- Missionario incompreso (Misbegotten Missionary), di Isaac Asimov
- Servire l'uomo (To Serve Man), di Damon Knight
- Prossimamente (Coming Attraction), di Fritz Leiber
- Una metropolitana chiamata Moebius (A Subway Named Moebius), di A. J. Deutsch
- Procedura (Process), di A. E. Van Vogt
- Tarlo mentale (Mindworm), di Cyril M. Kornbluth
- La nuova realtà (The New Reality), di Charles L. Harness

## Edizioni
- Isaac Asimov Presents The Great SF Stories 12 (1950), DAW Books, 1984.
- Le grandi storie della fantascienza 12 (1950), traduzione di Giampaolo Cossato e Sandro Sandrelli, SIAD Edizioni, 1985.
- Le grandi storie della fantascienza 12, traduzione di Giampaolo Cossato e Sandro Sandrelli, Bompiani, 1994, ISBN 88-452-2211-X.